# Appartamenti Le Château
Gli Appartamenti Le Château sono uno storico edificio di Montréal in Canada.

## Storia
Il palazzo venne costruito tra il 1925 e il 1926 su commissione di Pamphile Réal Du Tremblay, proprietario del giornale La Presse a quel tempo, secondo il progetto dello studio di architettura montrealese Ross & Macdonald.
L'edificio ha avuto nel tempo diversi residenti illustri quali, ad esempio, lo scrittore Mordecai Richler.

## Descrizione
Il palazzo occupa un lotto d'angolo all'incrocio tra la Rue Sherbrooke Ouest e la Rue de la Montagne nel quartiere del Miglio quadro dorato nel centro di Montréal.
L'edificio presenta uno stile châteauesque, ed è stato progettato per somigliare sia ai castelli francesi che alle caseforti scozzesi. Le coperture sono realizzate in rame, un materiale spesso impiegato anche nei tetti dei grandi alberghi ferroviari del Canada, coi quali l'edificio condivide diverse caratteristiche stilistiche e progettuali. Le facciate sono in pietra calcarea di Tyndall estratta presso Garson nel Manitoba. La maggior parte dei dettagli architettonici è invece realizzata in pietra calcarea dell'Indiana.

## Galleria d'immagini

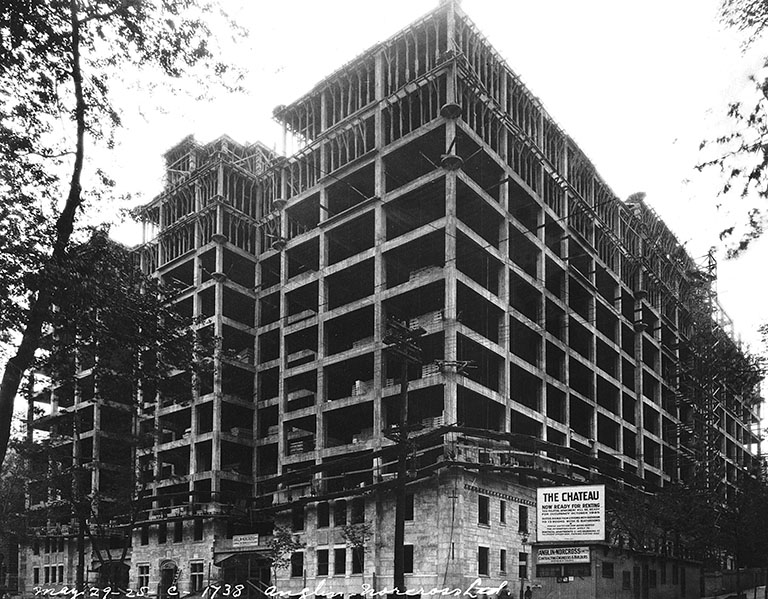
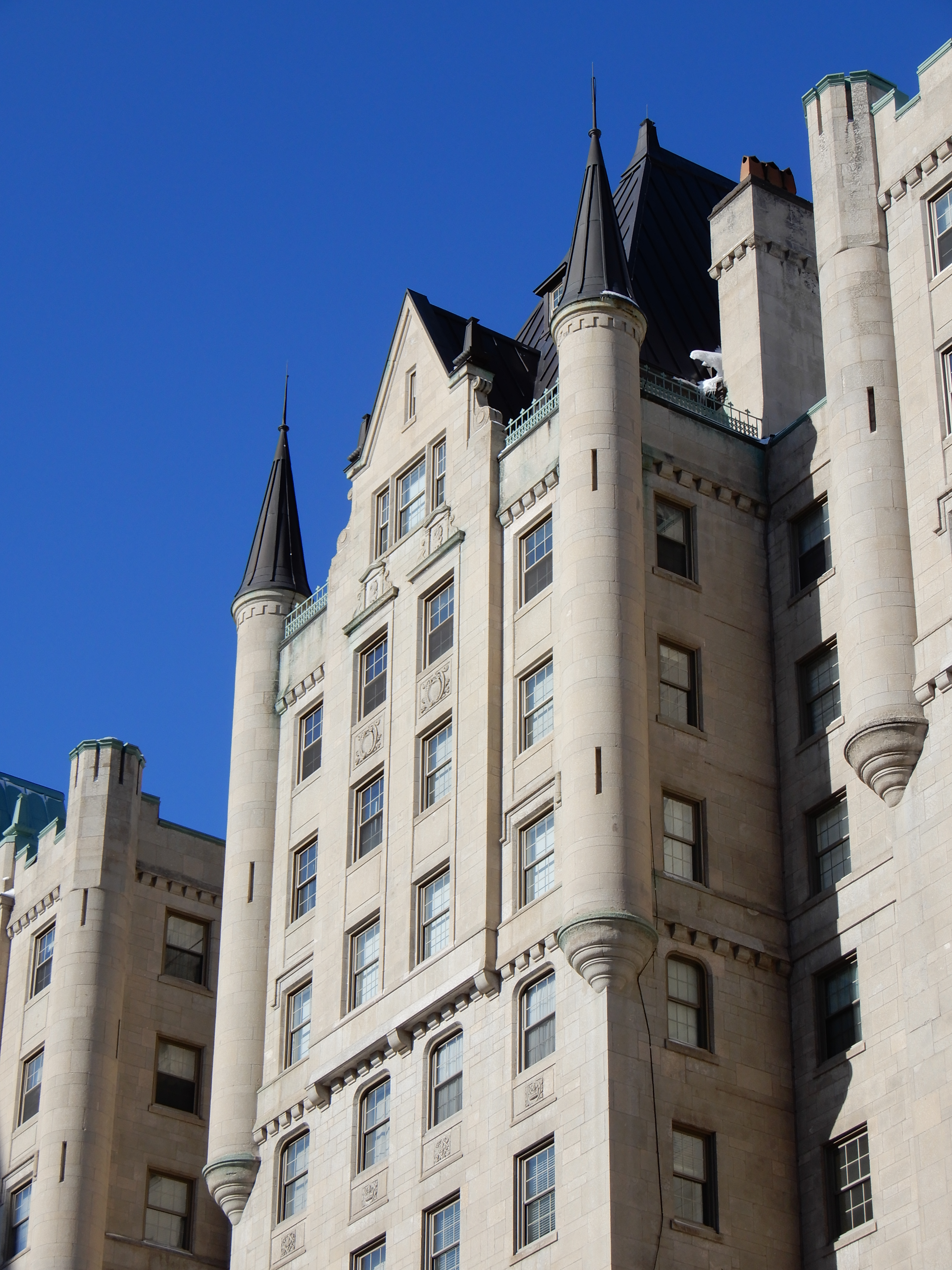
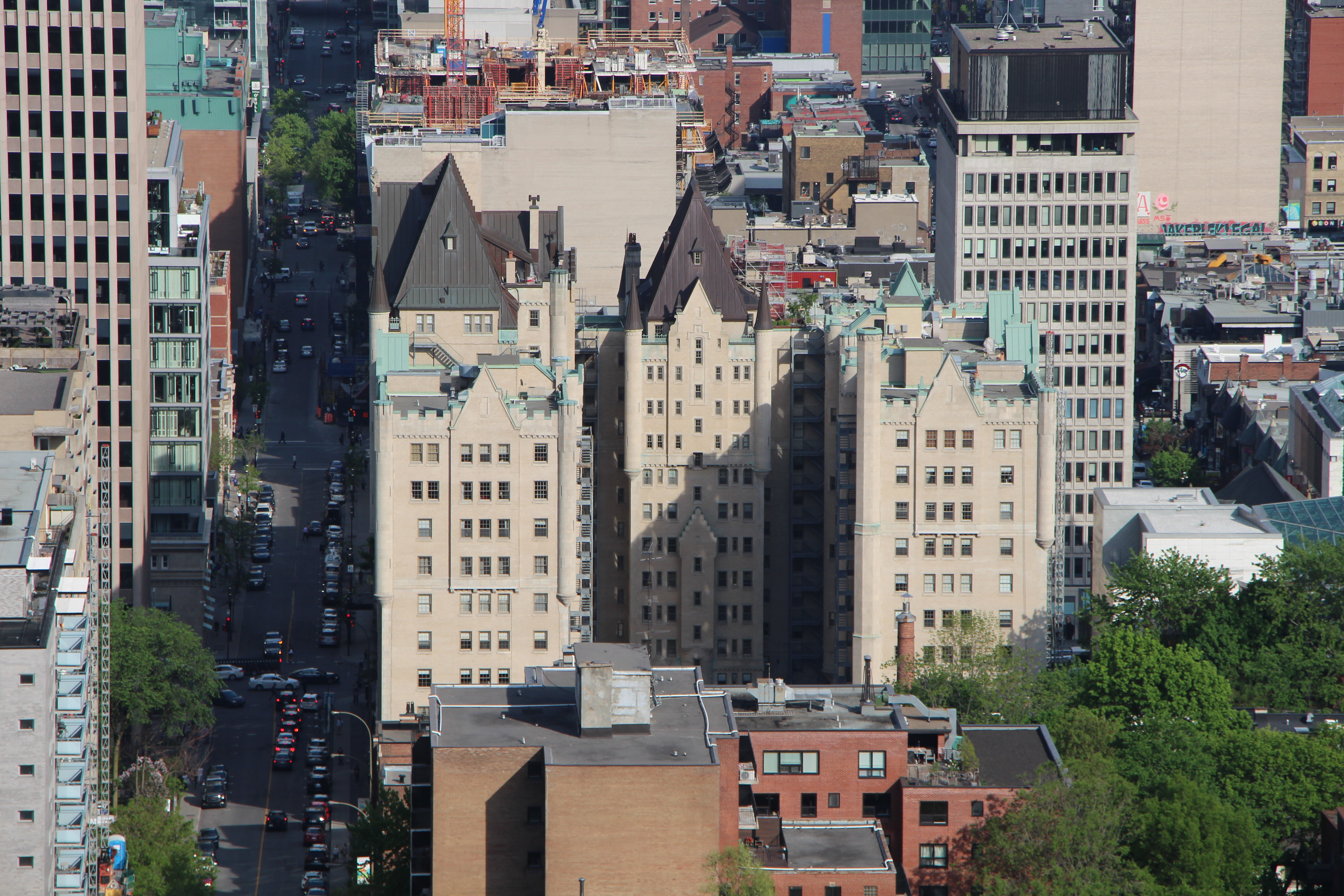